# Tobiasia bifasciata
Tobiasia bifasciata  (лат.) — вид мелких паразитических хальцидоидных наездников из семейства Encyrtidae, единственный в составе монотипического рода Tobiasia Trjapitzin, 1962. Россия (Дагестан) и Туркменистан. Длина 1,5 мм. Тело буровато-чёрное, металлически блестящее, слегка сплющенное, удлинённое. Лоб и темя широкие. Жгутик усика 6-члениковый. На передних крыльях 2 широкие поперечные полосы. Лапки 5-члениковые. Эндопаразиты черепицевидного червеца Nipponaclerida turanica (Aclerdidae) на тростнике.
Вид был впервые описан в 1962 году советским энтомологом Владимиром Александровичем Тряпицыным и назван в честь крупнейшего знатока наездников российского гименоптеролога Владимира Ивановича Тобиаса.